# Jipjips
De Jipjips zijn twee ruimtewezens die voorkomen in enkele filmpjes van het kinderprogramma Sesamstraat. In sommige van deze filmpjes worden ze - met een knipoog naar de vroeg-20e-eeuwse dichter - aangeduid als "Sjoerd en Hendrik Marsman". De sketches zijn oorspronkelijk gemaakt voor de Amerikaanse, originele versie van het kinderprogramma, Sesame Street.
De Jipjips komen doorgaans in tweevoud: een van beide is blauw, de ander roze. Ze bestaan uit een hoofd met oogjes, een mond en twee voelsprieten, en bewegen zich voort op een onderstel dat bestaat uit een hoeveelheid lange dunne tentakels. Hun vocabulaire bestaat voornamelijk uit het monotoon uitspreken van de tekst "Jip-jip-jip-jip-jip-jip ahah-ahah jip-jip-jip-jip-jip", af en toe afgewisseld met een "aards" woord, gevolgd door een enthousiast "Ooooooh!" De Jipjips komen vermoedelijk van de planeet Mars, en zijn met een vliegende schotel naar de aarde gekomen om daar allerlei zaken te onderzoeken. Ze zijn erg onder de indruk van aardse dingen als klokken, telefoons en computers. Bij hun onderzoek maken ze soms gebruik van een boek. In een filmpje zien ze een telefoon aan voor een koe en proberen ze met de ‘koe’ te praten. In hetzelfde filmpje zeggen ze tegen elkaar, als ze op aarde zijn gekomen, “not Mars, not Mars... Earth, Earth, Earth!”
Wordt de spanning hen te veel, dan verschuilen ze hun gezicht achter hun onderlip. In veel filmpjes komen de Jipjips met z'n tweeën voor, in sommige filmpjes is er ook interactie met andere Sesamstraat-figuren, zoals Bert en Ernie.
In de oorspronkelijke Amerikaanse versie worden en werden de stemmen van de Jipjips gedaan door onder anderen Jim Henson, Frank Oz en Martin P. Robinson.